# Stefan Lovasz
Stefan Lovász (* 6. November 1901 in Zeltweg; † 20. Juni 1938 in der Strafanstalt Berlin-Plötzensee) war ein deutscher politischer Funktionär (KPD), Widerstandskämpfer gegen den Nationalsozialismus sowie ein Opfer der NS-Justiz.

## Leben und Wirken
Stefan Lovász wurde als Sohn der Eheleute Alois und Agnes Lovász in der Steiermark geboren, wo er seine ersten Lebensjahre verbrachte. 1907 wanderte die Familie aus politischen Gründen aus Österreich nach Deutschland aus. Nach dem Schulbesuch in Aumund erlernte er auf der Vulkan-Werft in Bremen den Beruf des Modelltischlers. Anschließend ging er auf Wanderschaft durch Süd- und Westdeutschland, um ab 1926 wieder bei Vulkan zu arbeiten.
1930 trat Lovász in die KPD ein, in der er sich zunächst vor allem in der Erwerbslosenbewegung betätigte. Später wurde er Mitarbeiter der kommunistischen Zeitungen Der Arbeitslose sowie der Bremer Arbeiterzeitung.
Nach dem Machtantritt der Nationalsozialisten und ihrer deutschnationalen Bündnispartner im Frühjahr 1933 arbeitete Lovász zunächst illegal für die KPD an der Wasserkante, musste jedoch noch im gleichen Jahr ins Ausland flüchten. Seit Januar 1934 wurde er in Deutschland steckbrieflich gesucht. Er verbrachte einige Monate in den Niederlanden, bevor er heimlich zur Betätigung in den illegalen Strukturen der KPD nach Deutschland zurückkehrte. 
Ab September 1934 fungierte er als Mitglied der Bezirksleitung der KPD in Württemberg. In der Literatur finden sich für seine Funktion variierende Bezeichnungen wie die des Bezirksleiters der KPD für Stuttgart oder die eines „Polleiters der Bezirksleitung“. Als Bezirksleiter war Lovász maßgeblich am Aufbau des Untergrundnetzwerkes der Kommunisten in dieser Region beteiligt. 
Insbesondere war die von ihm geleitete illegale Organisationsstruktur – speziell der von Josef Steidle geleitete Nachrichtendienst (sogenannter „Militärpolitische Apparat“ oder M-Apparat) – an der Sammlung von Informationen über die von den Nationalsozialisten betriebene militärische Aufrüstung beteiligt, die er an ausländische Zellen der KPD bzw. der Komintern weiterleitete, so z. B. über die Produktion von Kampfflugzeugen in den Dornier-Werken in Friedrichshafen und den Bau einer unterirdischen Munitionsanstalt des Heeres in Scheuen bei Celle.
Am 15. Juni 1935 wurde Lovász infolge einer Denunziation nach der Rückkehr von einer Reise nach Zürich in Stuttgart verhaftet und nach längerer Untersuchungshaft in einem am 8. Juni 1937 begonnenen Prozess vor dem 2. Senat des in Stuttgart tagenden Volksgerichtshofes zusammen mit vier weiteren verhafteten Funktionären des Untergrundnetzwerkes der KPD in Württemberg (Liselotte Herrmann, Josef Steidle, Artur Göritz und Alfred Grözinger) wegen Landesverrat und Vorbereitung zum Hochverrat angeklagt. Das Verfahren endete am 12. Juni 1937 mit Schuldsprüchen aller fünf Angeklagten in beiden Anklagepunkten und der Verurteilung von Lovász, Herrmann, Steidle und Göritz zum Tode. Grözinger erhielt eine Freiheitsstrafe von zwölf Jahren. Mit Blick auf Lovász wurde im Urteil betont, dass er sich „in einer hohen Funktion [...] äußerst intensiv betätigt und auf organisatorischem und agitatorischem Gebiet sehr gefährlich gewirkt“ hätte. Die Hinrichtungen wurden am 20. Juni 1938 durch Scharfrichter Friedrich Hehr mit dem Fallbeil in der Strafanstalt Berlin-Plötzensee vollstreckt.
Seit September 2011 erinnert ein Stolperstein in Bremen vor dem Haus Beckedorfer Straße 13 an Lovász.

### Familie
Lovász war seit 1930 mit der aus Blumenthal stammenden Alma Würz (1907–1982) verheiratet. Aus der Ehe gingen die vier Töchter Edith (* 1925), Rita (* 1927), Ingrid (* 1930) und Irmgard (* 1932) hervor.